# Zygmunt Olesiewicz
Zygmunt Olesiewicz (ur. 4 stycznia 1929 w Grójcu, zm. 19 stycznia 1993) – polski koszykarz, trener i działacz. 
Grał w koszykówkę w zespole AZS Warszawa, następnie trenował żeński zespół koszykarski – AZS AWF Warszawa, męską reprezentację (lata 1958–1960) i żeńską reprezentację Polski (lata 1973–1978). 
Był działaczem Polskiego Związku Koszykówki i Zarządu Głównego AZS-u.
Jego żona, Romualda była reprezentantką kraju w siatkówce (zdobyła srebrny i brązowy medal ME) i koszykówce (pełniła funkcję kapitana reprezentacji). Ich syn, Marek Olesiewicz, był trenerem m.in. koszykarek Ślęzy Wrocław.
Od 1998 w Warszawie organizowany jest corocznie Memoriał Olesiewiczów w koszykówce juniorek i juniorów.

## Osiągnięcie trenerskie
- dziewięciokrotny mistrz Polski w koszykówce kobiet jako trener AZS AWF Warszawa
- zdobycie wraz z męską reprezentacja Polski siódmego miejsca na Igrzyskach Olimpijskich w Rzymie w 1960 roku
- Brąz mistrzostw Polski juniorek (1993)